# Nowo-Pietrowo (obwód włodzimierski)
Nowo-Pietrowo (ros. Ново-Петрово) – wieś (dieriewnia) w Rosji, w obwodzie włodzimierskim, w rejonie sudogodzkim. W 2010 liczyła 208 mieszkańców.